# Григорий Деволски
Григорий е висш православен духовник, деволски епископ на Охридската архиепископия през XIV век.

## Биография
Първото споменаване на епископ Григорий е в Грамотата за охридската църква „Света Богородица Перивлепта“ на сръбския крал Стефан Душан, датирана около 1342 – 1345 година, с която кралят препотвърждава владенията на охридската църква „Света Богородица Перивлепта“, направени от неговите предшественици.
Григорий е споменат за втори път в ктиторския надпис над входната врата отвътре на църквата „Света Богородица Заум“, Охридско. Според него църквата е изградена и изписана в 1361 година от кесаря Гъргур Голубич от рода Бранковичи, по време на епископ Григорий Деволски, който също е споменат като ктитор и е наречен прототрон, тоест първопрестолен епископ на архиепископията - титла носена преди това от костурските епископи. Надписът гласи:
| „ | Ἀνηγέρθη ἐκ βάθρων ὁ θεῖος καὶ πάνσεπτος ναὸς τῆς ὑπεραγίας Θεοτόκου τῆς Ζαχλουμήστισας δι’ ἐξόδου τοῦ πανευτυχεστάτου καίσαρος Γούργουρα καὶ κτήτωρος, ἀνιστορίθη δὲ παρὰ τοῦ πανιεροτάτου ἐπισκόπου Δεαβόλαιως καὶ πρωτοθρονου κύρ Γρηγορίου καὶ κτήτωρος ἐπὶ τῆς βασιλείας Στεφάνου τοῦ Οῦροσιου μηνὶ αὐγούστω κε’ ἔτους ͵ςωξθ ἰνδ. ιδ’. Въздигна се от основи този божествен и всечестен храм на пресветата Богородица Захлумска, с иждивлението на всеблагочестивия кесар Гургур и ктитор. Изписа се от преосвещения епископ деволски и първопрестолен, господин Григорий при царуването на Стефан Урош, месец август 25, година 6869 [1361 от Христа], инд[икт] 14. | “ |

Третото споменаване на Григорий е в ктиторски надпис от 1365 година над вратата на северното крило на охридската църква „Света Богородица Перивлепта“. Титлата на Григорий в този надпис е и в българската форма Διαβόλεως и в гръцката Σελασφόρου, тоест носещ светлина – калка на латинското Луцифер:
| „ | Ἀνηγέρθη καὶ ἀνιστορίθη ὁ θεῖος καὶ πάνςεπτος ναὸς. τοῦ ἐν ἁγιοις πατρὸς ἡμῶν ἀρχιεπισκόπου Κωνσταντινουπόλεως Γρηγορίου τοῦ θεολόγου. διὰ συνδρομῆς καὶ ἐξόδου τοῦ πανιεροτάτου ἐπισκόπου Διαβόλεως Γρηγορίου ἢτοι Σελασφόρου. ἐπὶ τῆς βασιλείας Στεφάνου τοῦ Οὐρέσι. ἀρχιερατεύοντος δὲ τῆς πρώτης Ἰουστινιανῆς τοῦ πανιερωτάτου ἀρχιεπισκόπου Γρηγορίου. ἐπὶ ἔτους ͵ϚΩΟΓ ἰνδ(ικτιῶνος) ιγ'. | “ |

| „ | Вдигна се и изписа този божествен и всечестен храм на нашия между светците отец архиепископ цариградски Григорий Богослов със съдействието и разходите на преосвещения епископ на Девол, тоест Селасфор, Григорий, в царуването на Стефан Урош. При архиерейството на Григорий, преосвещен архиепископ на Първа Юстиниана. В година 6873, индикт 13-и. | “ |